# Julie Andrews
Julia Elizabeth "Julie" Andrews DBE, född Wells den 1 oktober 1935 i Walton-on-Thames, Surrey, är en brittisk-amerikansk skådespelare, sångerska och författare. Andrews adlades Dame Julie Andrews 2000. Hon debuterade som barnskådespelare och sångerska i West End 1948 och debuterade på Broadway i The Boy Friend (1954). Andrews blev känd då hon spelade huvudroller i Broadwaymusikaler som My Fair Lady (1956) och Camelot (1960). 1957 spelade Julie Andrews huvudrollen i premiäruppsättningen av Rodgers och Hammersteins TV-musikal Cinderella, som sändes direkt och sågs av 100 miljoner tittare.
Andrews filmdebuterade i titelrollen i Mary Poppins (1964), för vilken hon erhöll en Oscar för bästa kvinnliga huvudroll. Hon spelade huvudrollen i Sound of Music (1965), där hon spelade Maria von Trapp, och mottog en Golden Globe Award för sin insats. Mellan 1964 och 1986, spelade hon huvudroller i Krig och feg eller Förste man på Omaha beach (1964), Hawaii (1966), En läcka i ridån (1966), Moderna Millie (1967), Star! (1968), Snärjd i nätet (1974), Blåst på konfekten (1979), Victor/Victoria (1982), Sånt är livet (1986) och Duet for One (1986). Andrews har även medverkat i En prinsessas dagbok (2001) och En prinsessas dagbok 2 - kungligt uppdrag (2004), samt lånat sin röst till de animerade filmerna om Shrek (2004-2010) och Dumma mej (2010).
Andrews har vunnit en Oscar, en BAFTA, fem Golden Globes, tre Grammys, två Emmys, Screen Actors Guild Lifetime Achievement Award och Disney Legends Award. Utöver sin musikaliska karriär har hon även författat barnböcker samt givit ut två självbiografier, Home: A Memoir of My Early Years (2008) och Home Work: A Memoir of My Hollywood Years (2019).

## Biografi
Andrews föddes som Julia Wells men flyttade med sin mor till en ny man, vilka bägge arbetade i brittisk music hall och vaudeville som Barbara & Ted Andrews. Då man upptäckte hennes extraordinära röstomfång på fyra oktaver fick hon strax själv uppträda och så småningom också försörja sin alkoholiserade mor och styvfar. Andrews har även absolut gehör. 
Julie Andrews amerikanska karriär började när hon fick huvudrollen i musikalen The Boy Friend (1954) då den skulle sättas upp på Broadway i New York. Där blev hon uppmärksammad av Alan Jay Lerner som gav henne rollen som Eliza Doolittle i uruppsättningen av musikalen My Fair Lady (1956). Därpå följde ännu en Broadwaymusikal, Camelot (1960), och ett sensationellt genombrott i Hollywood.
Filmerna Mary Poppins (1964) och Sound of Music (1965), där hon spelade huvudroller, blev enorma succéer. Andrews fortsatte att göra musikalfilmer, men Star! (1968) och Darling Lili (1970), den sista i regi av Blake Edwards, floppade totalt. Hon var då ute ur filmstjärneleken, men gjorde på 1970-talet en uppskattad TV-serie i vaudeville-stil, The Julie Andrews Hour. 
Edwards försökte återupprätta hennes filmkarriär och förnya hennes image, bland annat genom att låta henne visa brösten i sin film S.O.B. – paniken i drömfabriken! (1981). Han gav henne till slut ett slags comeback som låtsas-transvestiten Victoria Grant i filmmusikalen Victor/Victoria (1982). Med den rollen gjorde hon sedermera comeback också på Broadway, i en scenversion av musikalen som hon spelade 1995–1996.
Det ansträngande sjungandet slet på hennes röst, vilket ledde till hennes livs tragedi: I en operation som 1998 skulle ta bort förhårdnader på hennes stämband förlorade hon sin sångröst.
Jämte sångkarriären har Andrews varit verksam som barnboksförfattare, med ett tiotal böcker, och har på senare år gjort något tyngre dramatiska roller på film och i TV, bland annat Duet for One (1986), Relative Values (2000) och On Golden Pond (2001). Men hennes hypervårdade brittiska uttal och artiga, väluppfostrade framtoning håller henne kvar i ett smalt rollfack. Dessa egenskaper har gjort henne idealisk som framställare av kungligheter, i både En prinsessas dagbok (2001) och i den animerade filmen Shrek 2 (2004) med uppföljare gör hon roller som drottningar.
Julie Andrews räknas som legendarisk filmstjärna fast hennes stora popularitet egentligen bara varade i ett par år, 1964–1967.

### Privatliv
Andrews var gift med scenografen Tony Walton 1959–1967, och med regissören Blake Edwards från 12 november 1969 fram till dennes död 15 december 2010. På 1970-talet adopterade paret två vietnamesiska barn. Julie Andrews hade också ett barn i sitt första äktenskap.

## Filmografi i urval
- 1949 – La rosa di Bagdad – röst till Prinsessan Zelia
- 1957 – Cinderella (TV-musikal) – Askungen
- 1964 – Mary Poppins – Mary Poppins
- 1964 – Krig och feg eller Förste man på Omaha beach – Emily Barham
- 1965 – Sound of Music – Maria
- 1966 – En läcka i ridån – Sarah Sherman
- 1966 – Hawaii – Jerusha Bromley
- 1967 – Moderna Millie – Millie Dillmount
- 1968 – Star! – Gertrude Lawrence
- 1970 – Darling Lili – Lili Smith
- 1974 – Snärjd i nätet – Judith Farrow
- 1979 – Blåst på konfekten – Samantha Taylor
- 1981 – S.O.B. – paniken i drömfabriken! – Sally Miles
- 1982 – Victor/Victoria – Victoria Grant
- 1986 – Sånt är livet – Gillian Fairchild
- 2001 – En prinsessas dagbok – drottning Clarisse Renaldi
- 2004 – Shrek 2 – röst till drottning Lillian
- 2004 – En prinsessas dagbok 2 - kungligt uppdrag – drottning Clarisse Renaldi
- 2007 – Shrek den tredje – röst till drottning Lillian
- 2007 – Förtrollad – berättarröst
- 2010 – Tooth Fairy – Lily
- 2010 – Shrek 4 – röst till drottning Lillian
- 2010 – Dumma mej – röst till Grus Mamma
- 2017 – Dumma mej 3 – röst till Grus Mamma